# Seevölker

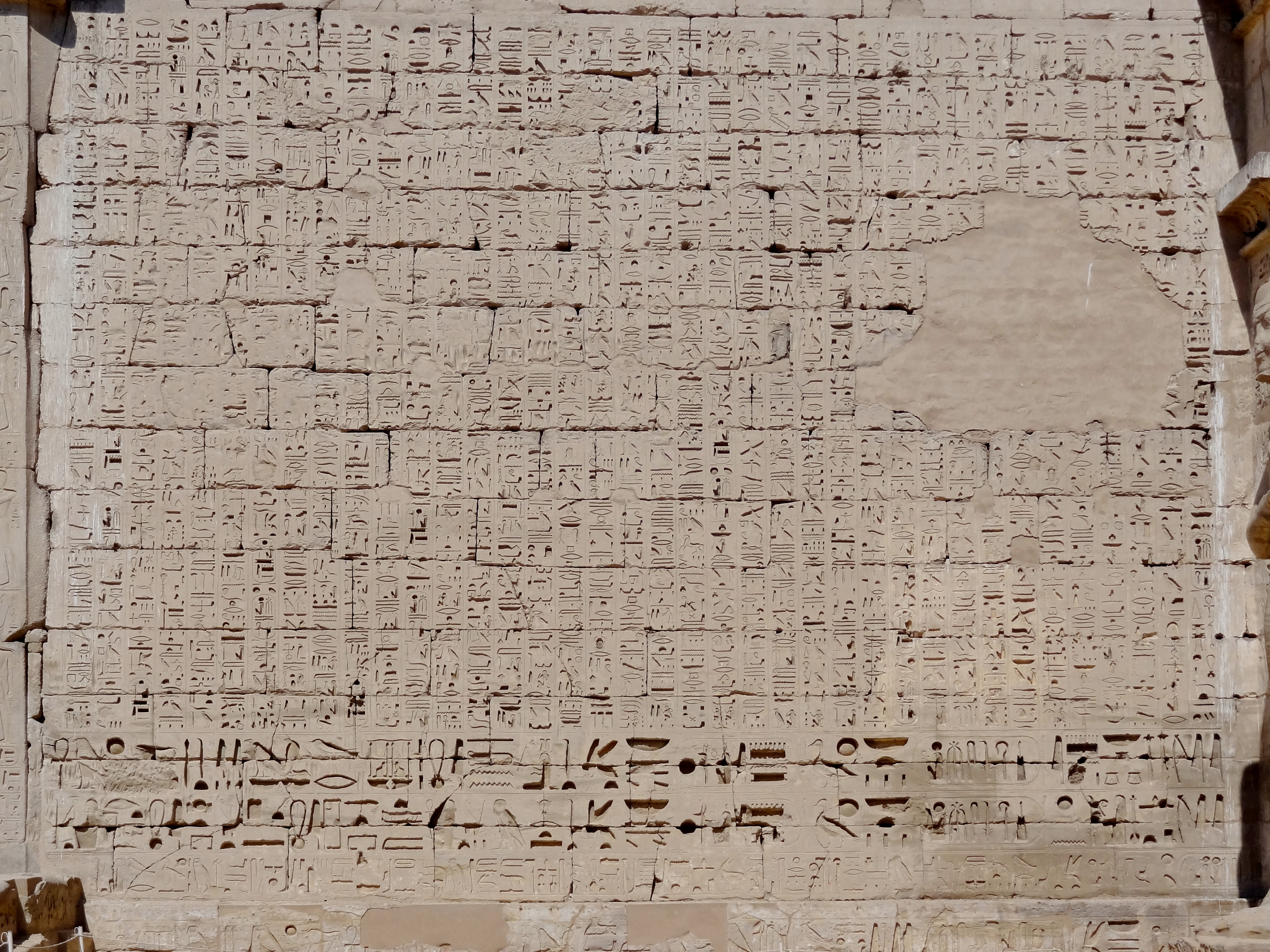
Schilderung des Sieges über die Seevölker im Totentempel Ramses’ III. in Medinet Habu, dem altägyptischen Tahut

Der Begriff Seevölker wird seit dem späten 19. Jahrhundert als Sammelbezeichnung für die in ägyptischen Quellen des Neuen Reichs erwähnten „Fremdvölker“ verwendet, die gegen Ende des 13. Jahrhunderts v. Chr. unter Merenptah, vor allem aber zu Beginn des 12. Jahrhunderts v. Chr. nach Berichten von Ramses III. (20. Dynastie, Neues Reich) zur ernsten Bedrohung für Ägypten wurden. Möglicherweise handelt es sich um die gleichen Kräfte, die zwischen 1194 und 1186 v. Chr. Ugarit angriffen und zerstörten. Auch für eine Reihe weiterer Zerstörungen und Umwälzungen im östlichen Mittelmeergebiet werden diese Völker verantwortlich gemacht (Zusammenbruch der Bronzezeit).

## Hypothesen zur Herkunft
Woher ursprünglich die einzelnen Gruppen der als „Seevölker“ bezeichneten Ethnien kamen, ist bisher unklar. So wird, neben anderen Positionen, angenommen, dass die „Seevölker“ aus unterschiedlichen Gruppen verschiedener mediterraner Regionen und unterschiedlichen Kulturen entstammten, die in Wellen und über einen längeren Zeitraum hinweg in die bestehenden politischen und kulturellen Ordnungen der einzelnen Staaten des östlichen Mittelmeers eindrangen. Die Ursachen dieser Migrationsdynamik werden, obgleich kontrovers diskutiert, unter anderem etwa in den späteren Folgen der Thera-Eruption vermutet, eines spätbronzezeitlichen Ausbruchs der ägäischen Vulkaninsel Thera (heute Santorin), die sich im 17. oder 16. Jahrhundert v. Chr. zutrug, oder in Kombination mit einer späteren Eruption des Hekla-Vulkans auf Island oder des Ätnas auf Sizilien und deren Auswirkungen. Solche Hypothesen leiten aus den Eruptionen dann Auswirkungen wie Sonnenverfinsterung, Absenkung der Temperatur, was sich in der Klimageschichte zu jener Zeit in einem allgemeinen Temperatursturz äußerte, und Subsistenzkrisen ab. Andere Szenarien sehen in einer Kette von Erdbeben, verursacht durch die Drift entlang der Berührungs- und Verwerfungszonen der Afrikanischen, Eurasischen und Arabischen Platten, eine Erklärungsmöglichkeit.
Auch Dürren, deren Ursachen unklar sind, kommen als Erklärung in Frage. So konnte durch Kaniewski (2008/2010) anhand von Pollenanalysen in Telĺ Tweini (Syrien) nachgewiesen werden, dass das Klima vom frühen 12. bis 9. Jahrhundert v. Chr. trockener wurde. In einer weiteren Untersuchung bei einer Pollenanalyse auf Zypern, in Hala Sultan Tekke, kam man zu den gleichen Ergebnissen. Eine andere Metastudie von Drake (2012) für die Ägäis ergab, dass es damals zu einer Abkühlung der Meeresoberfläche im östlichen Mittelmeer kam, was wiederum weniger Niederschläge mit sich brachte und vermutlich zwischen 1250 und 1197 v. Chr. zu einer Dürre in der Region führte.
Dass allein die Raubzüge und Plünderungen der „Seevölker“ zu einem Zusammenbrechen der spätbronzezeitlichen Handelswege geführt hätten, was das fragile System der eng miteinander vernetzten Kulturen kollabieren ließ, gilt als unwahrscheinlich. Vielmehr scheinen die Seevölker nicht nur Auslöser, sondern auch Betroffene eines weitaus komplexeren Geschehens gewesen zu sein.

## Begriff und Wissenschaftsgeschichte
Die Bezeichnung geht auf den Ausdruck peuples de la mer in einem Text des Ägyptologen Emmanuel de Rougé (1811–1872) zurück, der sie in seiner Beschreibung (1855) der Überreste des zweiten Pylons des Tempels von Medînet Hâbu verwendete. Der Ägyptologe Gaston Maspero, Emmanuel de Rougés Nachfolger am Collège de France, popularisierte die Bezeichnung peuples de la mer und assoziierte sie mit der Theorie ihrer Migration. Maspero hat diese Hypothese 1873 in der Revue critique d’histoire et de littérature erwähnt und 1895 in seiner Histoire ancienne des peuples de l’Orient classique weiter entwickelt.
Der Ausdruck Seevölker wurde also von Maspero in der akademischen Welt verbreitet; er fand den Begriff peuples de la mer verwandt mit Bezeichnungen in altägyptischen Texten, in denen von den „Leuten von (den Inseln) inmitten des Meeres“ (iww ḥr jw-ib w3ḏ-wr) die Rede ist. Obwohl die Bezeichnung suggeriert, dass es sich hier um Seekrieger handelt, sprechen die Texte aber davon, dass sie zu See und an Land kämpften.
In den ägyptischen Texten werden sie als thr oder im Plural thr.w geschrieben. Gewöhnlich wird das mit „Krieger“ oder „Truppe“ übersetzt. Vermutlich handelt es sich um ein semitisches Lehnwort aus Ugarit. Dort wird es in Tafeln zweimal im Zusammenhang mit einem Sieg der Tarwu (thr) gegen die Stadt Emar benutzt, wobei es sich hierbei wohl um die Stadt Mittani handelte. Im Relief der Schlacht bei Kadesch 1274 v. Chr. werden thr jedoch auch als Truppen vor oder hinter der Armee der Hethiter in Funktionen als Spähtrupp bzw. rückwärtiger Schutz dargestellt, die wohl ebenfalls Mittani aus Naharina in Diensten hethitischer Herrscher darstellen. Verschiedene Wissenschaftler betrachten sie daher als schnelle „Eingreiftruppe“ oder als „Elitekrieger“.
Die früheste ägyptische Quelle für das Wort thr stammt aus der Zeit Thutmosis III. und hängt wohl ebenfalls mit den Mittani und der Schlacht bei Megiddo von 1457 v. Chr. zusammen. Alan Gardiner glaubte daher, dass es sich um ein mittanisches Wort handelte. Einen weiteren Hinweis bietet die Heirats-Stele von Ramses II., der die Tochter des Königs von Ḫatti heiratete. Diese wurde von ihrem Hofstaat und den thr begleitet. In der 20. Dynastie von Ägypten werden thr in hohen Militärpositionen, aber auch als Landeigner in Mittelägypten erwähnt. Zwei Privatstelen aus dem Tempel von Ehnasya bezeichnen sich als thr Anführer der Šardana-Hochburg bzw. als thr Soldat der Sherden. Eine Militärkolonie ist aus der Zeit Ramses III. bekannt, die in dessen Armee diente. Eine klare Zuordnung dieser Seevölker ist daher auch hier nicht zu erkennen.

## Aus ägyptischer Perspektive benannte Ethnien und „Seevölker“

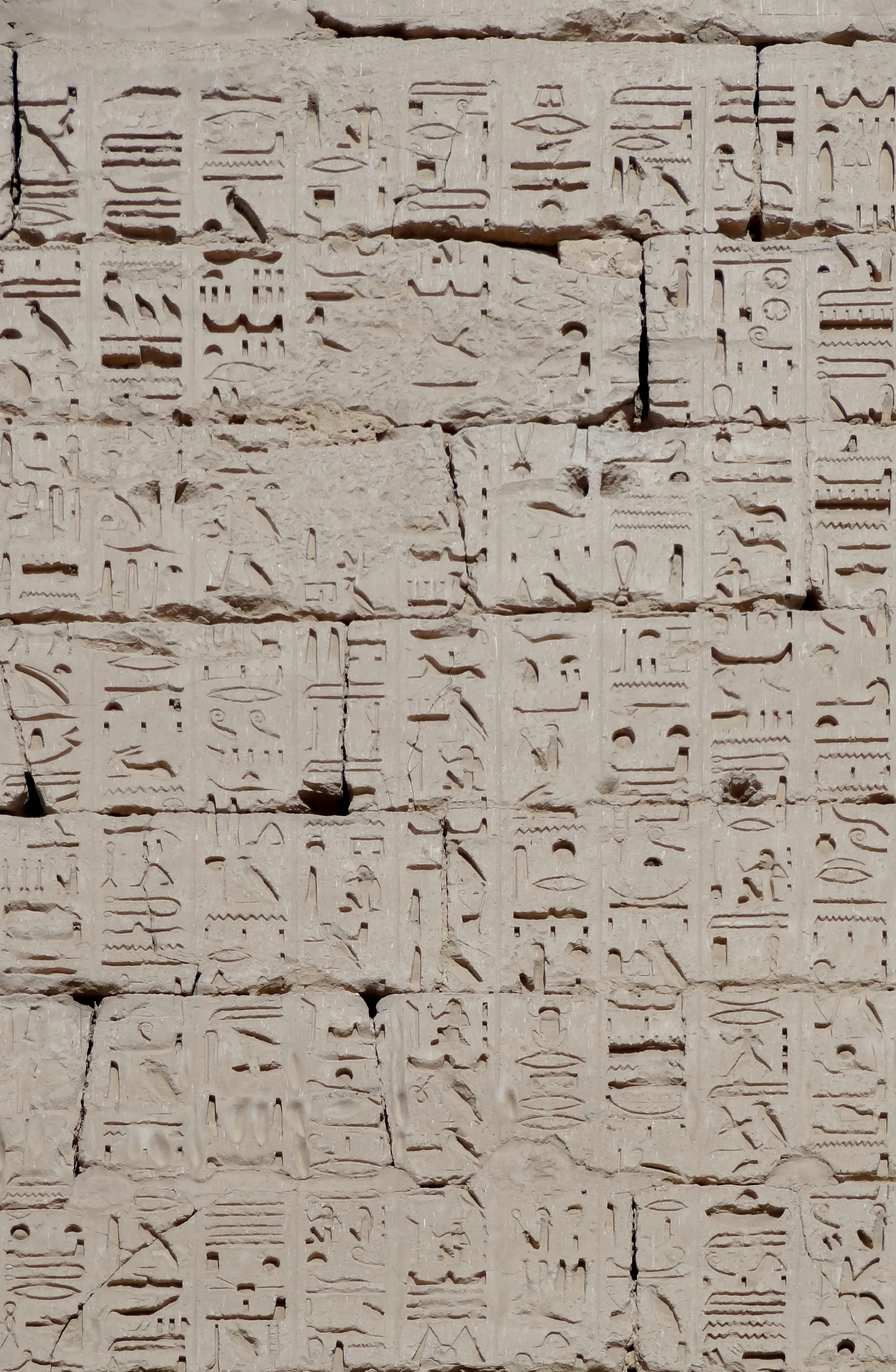
Nennung der Peleset, Tjeker, Šekeleša, Danu und Wašaš in der Inschrift am zweiten Pylon des Totentempels Ramses’ III. in Medinet Habu (mittlere Kolumne)

Durch archäologische Funde in Ägypten im 19. und 20. Jahrhundert und andere Schriftquellen der Zeit entstand die Vorstellung eines „Seevölkersturms“, der in der späten Bronzezeit, im 12. und 11. Jahrhundert v. Chr., vorderorientalische, im östlichen Mittelmeer und der Ägäis Zivilisationen bedroht und zum Teil zerstört haben soll. Die „Seevölker“ stellen sich in der aktuellen Forschung eher als ein Konstrukt dar. Für den Untergang der vorderasiatischen Hochkulturen in der späten Bronzezeit werden eher die Folgen einer Klimakatastrophe verantwortlich gemacht, die zu einer weitreichenden Dürre führte. Ernteausfälle führten in den Gesellschaften zu inneren Konflikten, zu Flucht und Vertreibung und letztendlich zu kriegerischen Handlungen.
Die ägyptischen Inschriften nennen Ethnien, die durch Abgleich etwa mit hethitischer Korrespondenz oder der biblischen Überlieferung identifiziert und lokalisiert werden können (Lykier, Philister, Kreter [Keftiu], Danuna/Danaer usw.). Nicht alle als Seevölker bezeichneten Völker werden in den bisher bekannten Quellen unter den jeweiligen Königen Ägyptens genannt, die über sie berichteten:
| Name               | Amarna-Zeit | Ramses II. | Merenptah | Ramses III. |
| ------------------ | ----------- | ---------- | --------- | ----------- |
| Luka (rkw)         | ●           | ●          | ●         |             |
| Šardana (š3rdn)    | ●           | ●          | ●         | ●           |
| Šekeleša (š3krš3)  |             |            | ●         | ●           |
| Turiša (twrš3)     |             |            | ●         | ●           |
| Aqi-waša (jḳ3w3š3) |             |            | ●         |             |
| Danu (d3jnjw)      | ●           |            |           | ●           |
| Tjeker (ṯ3k3r)     |             |            |           | ●           |
| Peleset (prwsṯ)    |             |            |           | ●           |
| Wašaš (w3š3š3)     |             |            |           | ●           |

In der Tabelle nicht aufgeführt sind die nur unter Ramses II. als Verbündete der Hethiter in der Schlacht bei Kadesch genannten Dardunu (d3rdnjj), Meša (m3s3), Mawuna oder Yaruna (jrwn), Pidasa (pt3s3) und Kelekeš.
Zwischen 1250 und 1100 v. Chr. kam es nach Auswertung von Pollenanalysen durch Dafna Langgut, Israel Finkelstein und Thomas Litt zu einem Klimawandel, der im Gebiet des östlichen Mittelmeeres zu extremen Trockenphasen führte. In der ausgehenden Bronzezeit ergaben sich ab etwa 1220 v. Chr. einschneidende Veränderungen im Seehandel des Mittelmeerraums. Diese Schwierigkeiten zeigten bereits bei den Hethitern um 1210 v. Chr. erste Wirkungen, da Ägypten die in einen Versorgungsengpass geratenen Hethiter mit Getreidelieferungen unterstützte. Anscheinend konnte die wirtschaftliche Lage nicht lange stabilisiert werden. Nur einige Jahre später suchten die Hethiter bereits nach neuen Siedlungsmöglichkeiten. Archäologische Funde und schriftliche Dokumente zeigen einheitlich den sich abzeichnenden Zusammenbruch des gesamten Handels bis in die Gebiete der Ägäis auf.
|  |

Die vielleicht einsetzenden Völkerwanderungen kamen vermutlich aus westlicher Richtung und zogen sich über einen längeren Zeitraum auf dem Landweg hin. Auf dem Relief in Medinet Habu werden Familien gezeigt, die mit ihrem Hab und Gut auf Ochsenkarren unterwegs sind. Das Ziel dieser Wanderer bildeten zunächst Ḫatti und Kizzuwatna, später die Levante und Zypern. Die Angriffe zur See müssen daher losgelöst von der schon vorher einsetzenden „Völkerwanderung“ gesehen werden.

## Theorien zur Identität der „Seevölker“
Das Thema „Seevölker“ zählt zu den meistdiskutierten, komplexesten und schwierigsten Forschungsbereichen der Altertumsforschung. Zahlreiche multidisziplinäre Kongresse widmeten sich ausschließlich diesem Thema.
Schon Jean-François Champollion setzte 1836 in seiner Ägyptischen Grammatik (Grammaire égyptienne) die in Medinet Habu erwähnten Peleset mit den aus der Bibel bekannten Philistern gleich. Im Jahr 1867 schlug Emmanuel de Rougé, 1872 ergänzt von François Chabas, für die Ethnonyme in den Inschriften des Merenptah in Karnak und des Ramses III. in Medinet Habu auf Grund lautlicher Ähnlichkeiten folgende Identifikationen der einzelnen Stämme vor:
| Ägyptische Quellen              | Deutung Emmanuel de Rougé |
| ------------------------------- | ------------------------- |
| Lukka (rkw)                     | Lykier                    |
| Sherden (š3rdn)                 | Sarden                    |
| Shekelesh (š3krš3)              | Sikeler                   |
| Touresh (twrš3)                 | Etrusker                  |
| Akawasha oder Ekouesh (jḳ3w3š3) | Achäer                    |
| Denyen (d3jnjw)                 | Danaer                    |
| Tjekker (ṯ3k3r)                 | Teukrer                   |
| Polosté oder Pholosté (prwsṯ)   | Philister                 |
| Weshesh (w3š3š3)                | Osker                     |

Chabas verband zudem die Danu (Denyen) mit den Dauniern im antiken Kalabrien und machte den Vorschlag, die Peleset, die späteren Philister, originär mit den Pelasgern zu identifizieren. Die Gleichsetzungen in der obigen Tabelle wurden zur Zeit de Rougés weitgehend anerkannt, auch wenn Gaston Maspero sie 1873 in Frage stellte und für eine Herkunft der Seevölker ausschließlich aus dem westlichen Anatolien und vom griechischen Festland plädierte („Anatolische These“). Maspero verband die Scherden mit der Stadt Sardis in Lydien, die Schekelesch mit Sagalassos in Pisidien und die Weschesch mit dem karischen Namen Wassos. Die Akjawascha (Ekwesch) hielt auch er, wie de Rougé und Chabas, für Achäer (Achaioi). Nach ihrer Niederlage gegen Ramses III. seien diese Völker in andere Siedlungsgebiete am Mittelmeer weitergezogen, die Peleset nahmen dabei Wohnplätze an der Küste Kanaans ein.
Der englische Ägyptologe und Historiker Henry R. Hall übernahm Anfang des 20. Jahrhunderts die Vorschläge Masperos mit Ausnahme der Weschesch, die er mit den kretischen Waksioi gleichsetzte. Außerdem wich er 1922 in einer Gedenkschrift für Champollion von Masperos Auffassung ab, die Danuna mit den Danaern in Griechenland zu identifizieren, und verband sie stattdessen mit den Danuna Kilikiens, die bereits in den Amarna-Briefen (EA 151) erwähnt wurden. Gleichzeitig fasste Hall den damaligen Forschungsstand zusammen und gab einen Überblick über die bisher publizierte Literatur. Eine Übersicht versuchte auch Eduard Meyer 1928 in seiner Geschichte des Altertums zu geben. Er schlug folgende Zuordnungen für die Seevölker vor:
| Ägyptische Quellen                  | Deutung Eduard Meyer                                    |
| ----------------------------------- | ------------------------------------------------------- |
| Luka (rkw)                          | Lykier                                                  |
| Šerdana (š3rdn)                     | Sarden – möglich, aber nicht gesichert                  |
| Šakaruša oder Šakalša (š3krš3)      | Sikeler in Unteritalien – möglich, aber nicht gesichert |
| Turša oder Turuša (twrš3)           | Tyrsener – Seeräuber in der Ägäis, später Etrusker      |
| Aqaiwaša (jḳ3w3š3)                  | Achaeer – gute Übereinstimmung des Namens               |
| Danauna (d3jnjw)                    | Danaer von Argos                                        |
| Zakkari (ṯ3k3r)                     | ?                                                       |
| Pursta, Puirsta oder Persta (prwsṯ) | Philister                                               |
| Uašeš (w3š3š3)                      | ?                                                       |

Eduard Meyer geht, neben den Danaern, Achäern, Lykiern und Tyrsenern, von einer gewissen Fassbarkeit zweier Völker aus, der Persta und der Zakkari. Die Persta verbindet er mit den Philistern, die nach israelitischer Überlieferung von Kreta stammten. Beide Völker siedelten sich Anfang des 12. Jahrhunderts v. Chr. an der Küste Palästinas an, die Philister bei Gaza und Askalon, die Zakkari nördlich bei Dor. Den Persta und Zakkari war in den ägyptischen Darstellungen die „Kopfbedeckung von Federn“ oder „Federkrone“ gemeinsam. Nach Herodot (Historien: 1, 171) waren die Karer die ersten, die Federbüsche auf den Helmen anbrachten.
Die Gleichsetzung der Šardana mit den Bewohnern Sardiniens und der Šekeleš oder Tjeker mit den Sikelern bzw. Bewohnern Siziliens ist in der Forschung nach wie vor strittig. Gemeinsam mit den Turša (Tyroša) kann bei den Šardana jedoch in der ägyptischen Geschichte auf ältere Berührungspunkte verwiesen werden, die bis in die Anfänge der 18. Dynastie reichen. Die Luka, als Bewohner der Lukka-Länder, wurden in hethitischen Texten oft genannt und waren in Südwest-Kleinasien angesiedelt.

## Verlauf des „Seevölkersturms“
Zur See operierende Völker schlossen sich mit zu Lande agierenden Völkern zu einer Koalition zusammen und zerstörten im östlichen Mittelmeergebiet viele Städte und Reiche. Eine Korrespondenz aus Ugarit spricht von verlustreichen Kämpfen des hethitischen Herrschers Šuppiluliuma II. im Bereich der Lukka-Länder. Dieser Herrscher besiegte in seiner Amtszeit nach seinen Angaben auch „Feinde“ aus oder von Alašija, also Zypern oder einem wichtigen Teil dieser Insel. Vermutlich kurz vor der Zerstörung Ugarits wurde dessen Flotte vom hethitischen Herrscher an der kleinasiatischen Südküste eingesetzt. Truppen Ugarits waren ins hethitische Kernland verlegt worden, so dass Ugarit fast schutzlos gegen einen feindlichen Angriff war.

## Ägyptische Quellen zu den „Seevölkern“

### Inschrift des Merenptah

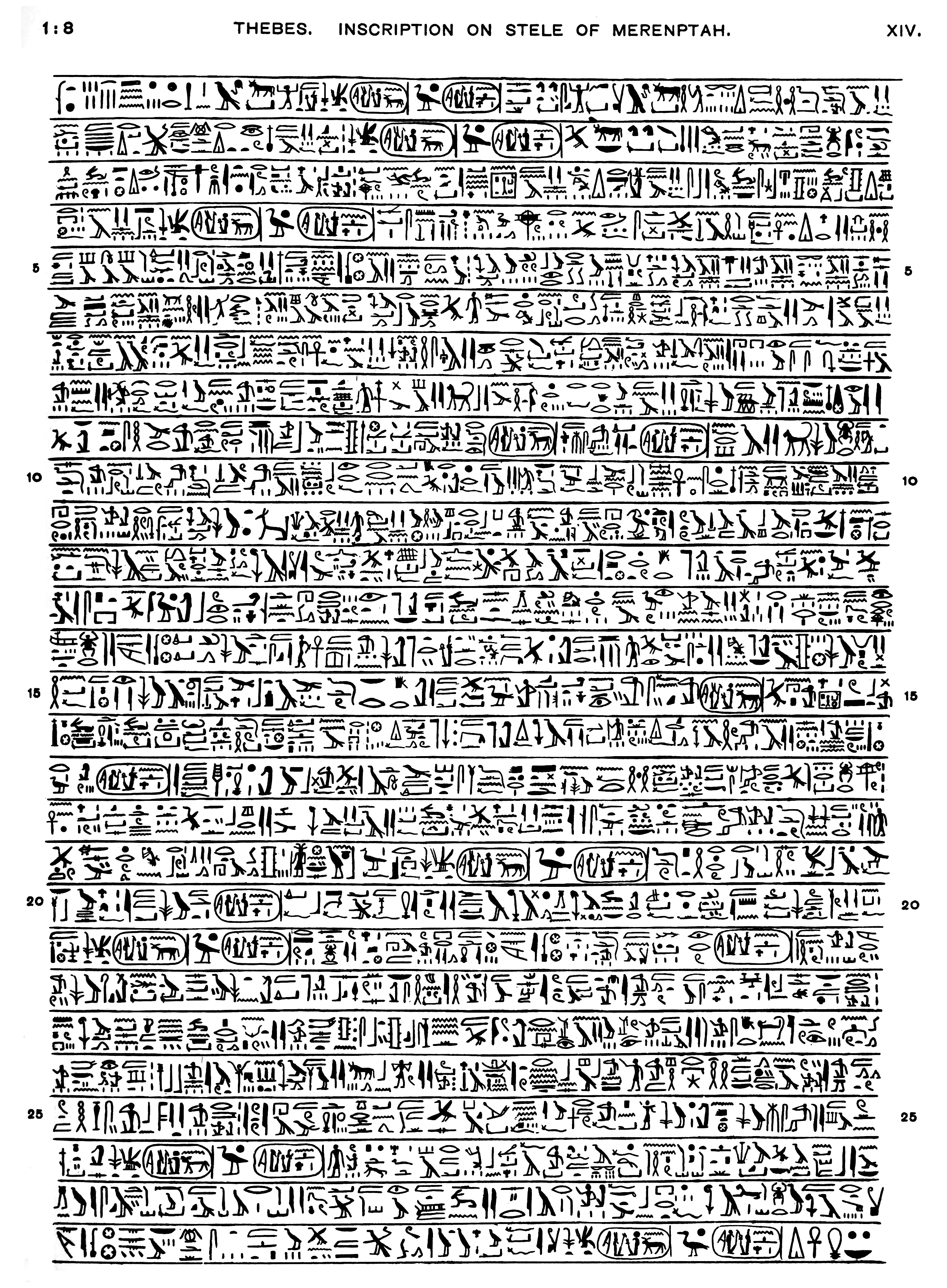
Vertikal gespiegelte Nachzeichnung der Siegesstele des Merenptah (F. Petrie).

Auf Inschriften in Karnak und Athribis wird aus dem 5. Jahr des Merenptah (Baenre-hotephirmaat, 1208 v. Chr.) die Schlacht im Libyerkrieg erwähnt, bei welcher eine Koalition aus Libyern und „Seevölkern“ Ägypten angriff (Militärwesen im Neuen Reich). Dem libyschen Herrscher Meria (Mrjj) folgten die Hilfstruppen der Šardana (oder Scherden), Šekeleš (Schekelesch), Aqi-waša (Eqweš), Luka, Turiša sowie der als libysch geltenden Mešweš (Meschwesch), Tjehenu und Tjemehu.
„Die Länder der Hethiter fallen, wie beim Anblick nahender Windhunde, auf die Knie. Bleibende Angst für die Herzen der Mešweš, zerbrochen ist das Land Tjemhu. Lebu wurde aus unserem Ta Meri (‚Geliebtes Land‘) verdrängt; es kann nun wieder die Strahlen von Aton sehen, weil das Unwetter über Kemet verjagt wurde.“

### Darstellungen in Medinet Habu
Der Angriff der Seevölker veranlasste Ramses III. in seinem 8. Regierungsjahr (1180 v. Chr.) zu folgendem Bericht:

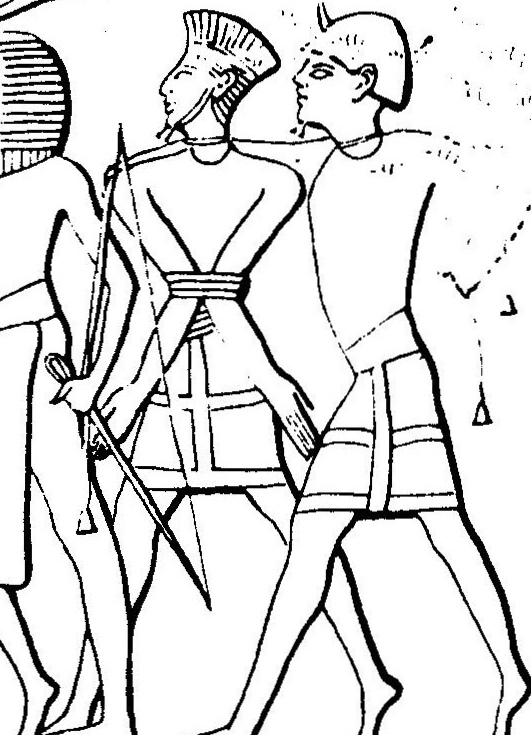
Krieger der Seevölker (Mitte, mit Bürstenhelm; rechts Helm mit hornartigen Verzierungen); abgebildet auf Medinet Habu Ramses III. Tempel Nordostwand

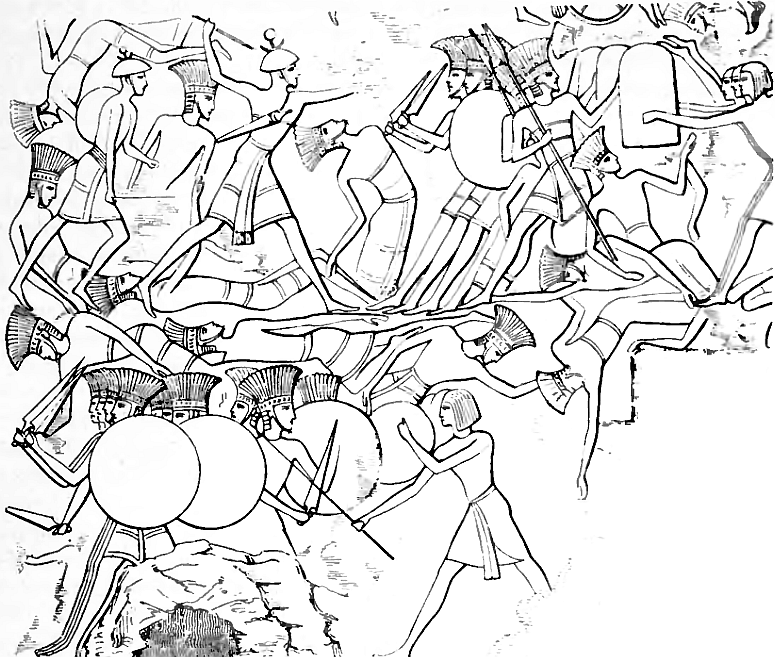
Pulasati (Philister) und Tsakkaras auf einem Pylon von Medinet Habu

„(15) Ich {Ramses III} schütze es {Ägypten}, (16) indem ich (für es) die Neunbogen abwehre. Die Fremdländer vollzogen alle zusammen die Trennung von ihren Inseln. Es zogen fort und verstreut sind im Kampfgewühl die Länder auf einen Schlag. Nicht hielt irgendein Land vor ihren Armen stand; (und die Länder) von Ḫatti, Qadi, Qarqemiš, Arzawa, (17) und Alasia an waren (nun) entwurzelt auf [einen Schlag].
Es wurde ein Lager aufgeschlagen an einem Ort im Inneren von Amurru. Sie vernichteten seine Leute und sein Land, als sei es nie gewesen. Sie kamen nun, indem die Flamme vor ihnen bereitet war, vorwärts gegen Ägypten, ihre Zwingburg (?). (18) Die plst, ṯkr, šklš, dnjn und wšš, verbündete Länder, legten ihre Hände auf alle Länder bis ans Ende der Welt; ihre Herzen waren zuversichtlich und vertrauensvoll: Unsere Pläne gelingen.“

Auf den Reliefs im Totentempel des Ramses III. in Medinet Habu sind diese Fremdvölker dargestellt. Die Peleset (plst), Tjeker (ṯkr), Danuna (dnjn) und die Waschasch (wšš) tragen Helme mit Federkrone. Für die Darstellungen hierzu gibt es gleichzeitige Parallelen in Enkomi. Die Träger eines Hörnerhelms ohne Aufsatz sind die Scherden. Diese Art der Hörnerhelme wurde als Zeichnung auf der Kriegervase aus Mykene und ebenfalls in Enkomi gefunden.
Die Šekeleš (šklš) tragen Stirnbänder. Die Fremdvölker werden einheitlich mit einem kurzen Rock dargestellt und sind meist bartlos. Oft tragen sie Panzer. Die Bewaffnung besteht aus einem runden Schild, Speer, Lanze und Schwert. Ihre Schiffe sind einheitlichen Typs, mit Segeln und einem auffälligen Vogelkopf an beiden Enden. Ob sie Ruder besaßen, ist umstritten. Die Details der Kleidung bei allen Gruppen sind dem Mittelmeerraum zuzuordnen; ebenso nach wissenschaftlichen Untersuchungen die Schiffe. Gleichzeitig mit den Angriffen der Seevölker findet ein Zusammenbruch der bronzezeitlichen Kulturzentren im östlichen Mittelmeerraum statt.

### Papyrus Harris

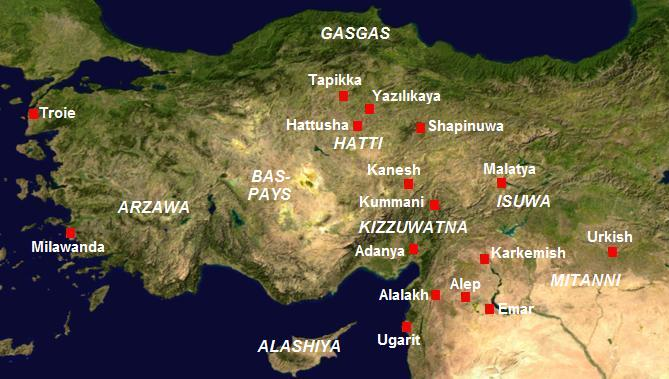
Ethnien in der späten Bronzezeit in Anatolien, basierend auf hethitischen Aufzeichnungen. Aḫḫijawa befände sich laut Eberhard Zangger (1994) nördlich von Arzawa (auf der Karte nicht beschriftet) in der Umgebung von Troja.

Wichtige Regionen und Städte Kleinasiens im 13. Jh. v. Chr. Vor allem im Westen Frank Starke folgend. Der hethitische Vasallenstaat Wiluša wird von ihm in der Troas lokalisiert.

Im Papyrus Harris I, einem Rechenschaftsbericht von Ramses III., der kurz nach dessen Tode verfasst wurde, wird berichtet, wie der Pharao die Dnjn (Danunäer), „die auf ihren Inseln sind“, tötete. Gefangene Šrdn (Schardana) werden als Hilfstruppen angesiedelt. Wenn sich dies auf dieselben Ereignisse wie die Inschriften von Medinet Habu bezieht, so heißt dies vermutlich, dass der ägyptische Sieg nicht vollkommen war, sondern dass man die Angreifer an der Peripherie ansiedeln und mit Tributen besänftigen musste. Viele Kommentatoren nehmen zudem eine Verwechslung der Šrdn mit den Šklš (Schekelesch) an, denn Šrdn sind schon aus früherer Zeit als ägyptische Hilfstruppe bekannt: Šrdn sind bereits unter Ramses II. auf ägyptischer Seite in der Schlacht bei Kadesch belegt. Sie kamen offenbar als Kriegsgefangene in die Armee und werden als Hörnerhelmträger mit Knauf abgebildet. Allerdings schließt dies nicht aus, dass andere Gruppen dieses Volks nicht diesen Werdegang nahmen. Die Šrdn werden gemeinhin mit den Šardanu in den Amarna-Briefen aus der 18. Dynastie identifiziert, sodass die Volkszugehörigkeit die gleiche wäre. In einem Brief des Königs von Byblos an den König von Ägypten werden Šardanu als Leibwache erwähnt.

## Piraten und Mykener
Andere sahen die „Seevölker“ schlicht als Seeräuber. Die Piraterie hatte in damaliger Zeit einen anderen Stellenwert, als man sie aus heutiger Sicht betrachtet. Die Grenzen zwischen Abenteuer, Seeraub und Krieg waren fließend. Beutefahrten gehörten beispielsweise zu den normalen Erwerbstätigkeiten griechischer Adliger. In Homers Odyssee beschreibt das Menelaos gegenüber Telemachos: „Also durchirrt’ ich die Länder, und sammelte großes Vermögen.“ (Homer: Odyssee 4,90)
Einige Forscher vermuteten, bei den „Seevölkern“ habe es sich zu großen Teilen um Mykener gehandelt, die also nicht Opfer, sondern Auslöser der Unruhen gewesen wären. Diese Theorie gilt aber bis auf weiteres als sehr problematisch, wenngleich sich etwa in der materiellen Kultur der späteren Philister durchaus einige Parallelen zur mykenischen finden lassen. So besteht eine sehr große Nähe der sogenannten Philister-Keramik zur mykenischen Keramik der Stufe SH III C 1b im 12. Jahrhundert v. Chr. Die Phase SH III C setzte sich bereits um 1200 v. Chr. auf Zypern durch. Die Darstellung einiger Seevölker im Totentempel Ramses’ III. verweist auf die Ägäis als Herkunftsort. So werden die „Federhelme“ vielfach den Mykenern zugeordnet, die einen Helmbusch (altgriechisch λόφος lophos) als Aufsatz auf ihren Helmen anbrachten. Zudem tragen viele der Seevölkergruppen einen mykenischen, über dem Knie endenden Schurz, wie er in Ägypten aus dem Grab des Rechmire bei den Gabenbringern aus Keftiu bekannt ist. Auch die Vogelköpfe an den Enden der Seevölkerschiffe werden oft dem ägäischen Kulturraum zugewiesen. Hierzu passt die Angabe des Odysseus bei Homer von „rotgeschnäbelten Schiffen“ (Homer: Odyssee 23,271).

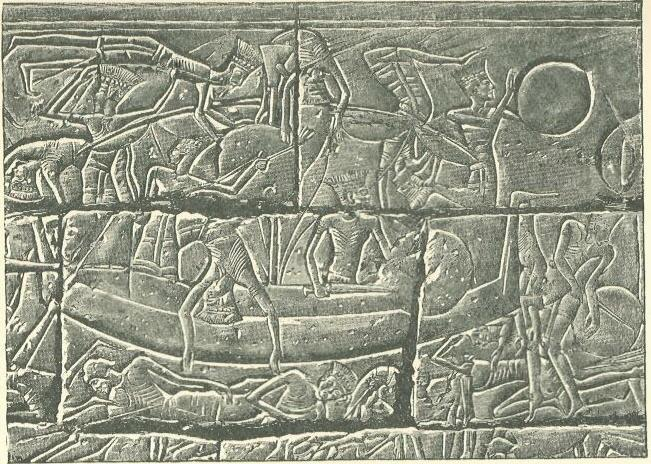
Ein Kriegsschiff der Philister

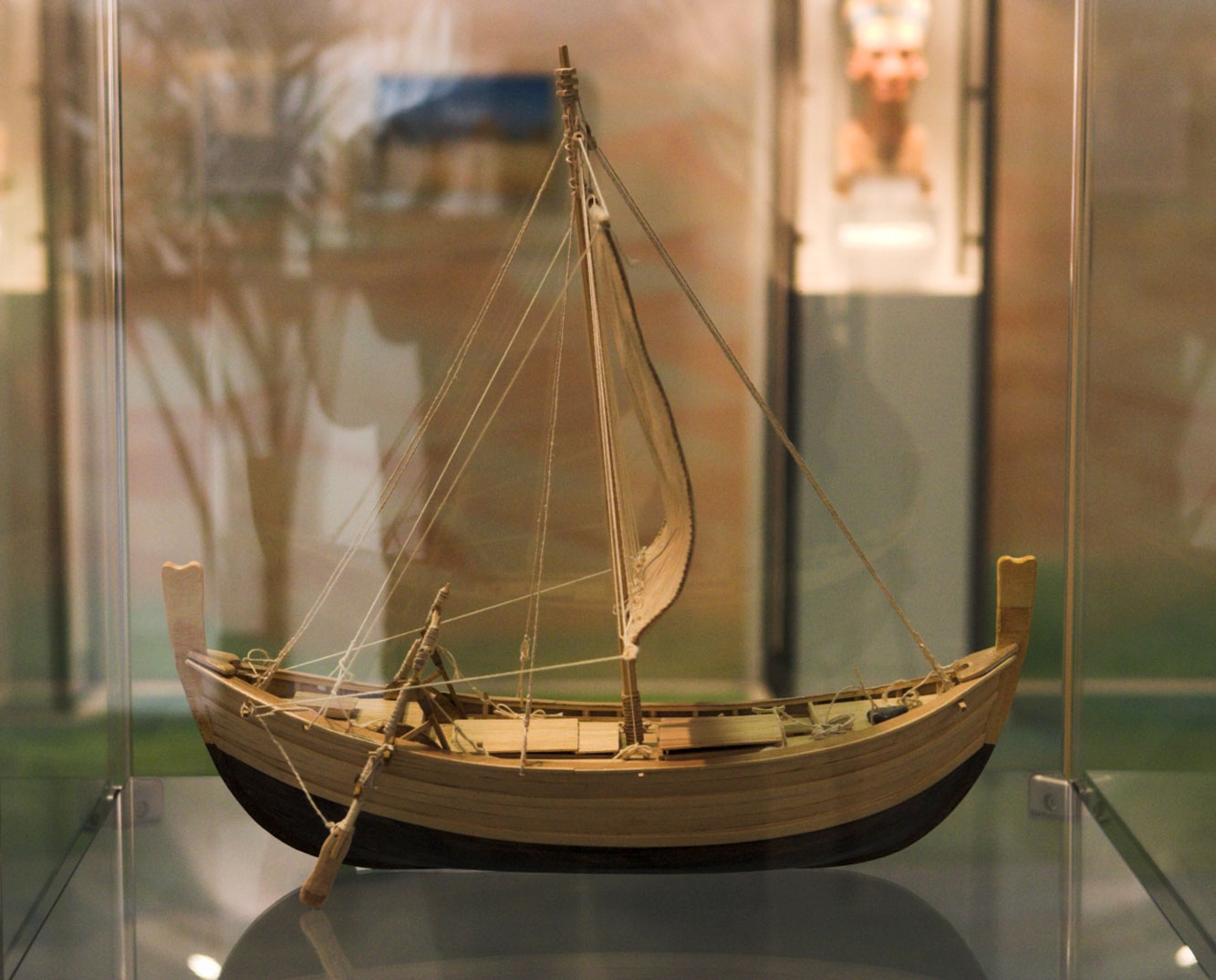
Das spätbronzezeitliche Schiff von Uluburun als Referenzmodell

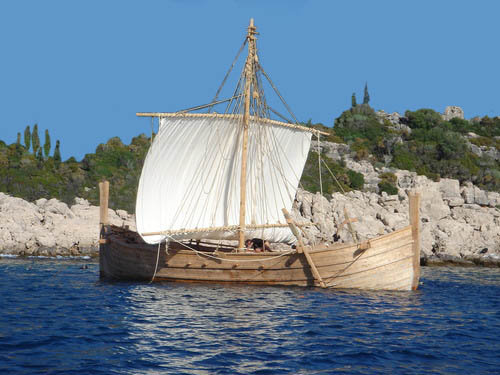
Rekonstruktion eines mykenischen Schiffes

## Herkunft aus Kleinasien und der Ägäis
In der aktuellen Forschung wird als Ausgangspunkt der „Seevölker“-Unruhen oft der west- bzw. süd-kleinasiatische und der ägäische Raum angenommen. Dafür spricht neben einer Vielzahl von neuen archäologischen Funden, die in diese Richtung deuten, auch die ägyptische Bezeichnung Hau-nebut (Ḥ3w-nbwt) für die Seevölker, die „Bewohner der Ägäis“ bedeutet.
Der Geoarchäologe Eberhard Zangger vermutet die Herkunft der Seevölker in Nordwestanatolien. Er identifiziert es mit dem in hethitischen Texten erwähnten Aḫḫijawa und vermutet dahinter ein wesentlich von Troja kontrolliertes Machtbündnis. So bezeichnete Zangger (1994) mit „troianischen Kulturkreis“ jene Region, in der mindestens zwei Dutzend unabhängiger Staaten zwischen Thrakien und Lykien in einem Bündnis vereint wären, vergleichbar mit dem „mykenischen Kulturkreis“, der ein vergleichbares politisches Gebilde auf dem griechischen Festland dargestellt habe.
Zu den Implikationen seiner Theorie gehört auch die historische Realität eines „Trojanischen Krieges“. Obgleich sie in der wissenschaftlichen Diskussion kontrovers diskutiert wird, ließe sie sich mit einem Konflikt zwischen einer Allianz um Troia und anderen Staaten im östlichen Mittelmeer in Deckung bringen. Dazu passen die historische Ausdehnung der als Troja bezeichneten Stadt (im Grabungshorizont Troja VIIa und Troja VI, auch bekannt als Ilion VIIa und Ilion VI), ihre politisch-wirtschaftliche Bedeutung insbesondere für den Warenverkehr und den daraus resultierenden Warenströmen, die auch in verschiedenen schriftlichen Quellen beschrieben ist, sowie ihre Befestigungsanlagen. Damit sei nach Zangger der sogenannte „Trojanische Krieg“ ein bedeutendes historisches Ereignis gewesen, das mehr als Vergeltungsschlag gegen die Seevölker zu betrachten ist.
Aḫḫijawa mit seinem Machtzentrum Troja wäre somit militärischer Gegner sowohl von Mykene als auch von Ḫatti gewesen. Für Zangger, wie auch zuvor Albrecht Götze (1928) sei Ahhijawa ein autochthones kleinasiatisches Land, das in Nordwestanatolien lag. Zangger geht von einer bedeutenden Handelsmacht aus, die vor allem im 13. Jahrhundert – zusammen mit verbündeten luwischen Staaten in Westanatolien – einen wichtigen Machtfaktor darstellte. Der „Trojanische Krieg“ sei ein Krieg von Mykenern gegen Aḫḫijawa gewesen. Aḫḫijawa habe aber auch mit dem Hethiterreich (Ḫatti) in Interessenskonflikten gestanden.
Nach der Zerstörung Trojas durch mykenische Griechen seien die Überlebenden in verschiedene Regionen im östlichen Mittelmeer geflüchtet und hätten ihre technologischen Kenntnisse (vor allem der Metallverarbeitung) dorthin mitgenommen. So erkläre sich das etwa zeitgleiche Auftauchen von Philistern und Phöniziern in der Levante, der Thraker auf dem Balkan oder, etwas später, der Etrusker in Italien. Zangger dokumentierte die Theorie in seinem Buch Ein neuer Kampf um Troja – Archäologie in der Krise.
Die Theorie stützt sich im Wesentlichen auf inhaltliche Parallelen zwischen hethitischen, griechischen und ägyptischen Texten, auf geoarchäologische Befunde sowie auf die durch jüngere Ausgrabungen erhärtete Vermutung, wonach Troja deutlich größer war als bis in die 1990er Jahre oft angenommen. Neuere Ausgrabungen ergeben allerdings ein differenziertes Bild. So könnte Troja zwar in der frühen Bronzezeit ein größeres Handelszentrum gewesen sein, nicht jedoch in der – für die Theorie zentralen – späten Bronzezeit.
Im Oktober 2017 veröffentlichte die Stiftung Luwian Studies, deren Stiftungsrat Eberhard Zangger als Präsident vorsteht, eine Mitteilung, dass die Zeichnung einer luwischen Hieroglypheninschrift entdeckt wurde, die Hinweise auf die Herkunft der Seevölker geben könnte. Die Zeichnung stammt aus dem Nachlass des 2012 verstorbenen britischen Prähistorikers James Mellaart. Sie wurde von dessen Sohn Alan Mellaart mit anderen Unterlagen, darunter Übersetzungen von Albrecht Götze, im Juni 2017 Zangger übergeben.
Der Archäologe Georges Perrot soll die Hieroglyphen 1878 von einer Ruine in Beyköy im Landkreis İhsaniye kopiert haben, deren Steinblöcke später in das Fundament einer Moschee eingebaut wurden. In der umgerechnet 29 Meter langen Inschrift seien Kriegszüge des Herrschers Kupanta-Kurunta des Königreichs Mira geschildert, eines Urenkels des gleichnamigen Kupanta-Kurunta, der von Muršili II. als Vasallenkönig über Mira eingesetzt wurde. Als Höhepunkt gilt ein Unternehmen von vier luwischen Fürsten Westkleinasiens mit 500 Schiffen und 10.000 Kriegern gegen Zypern, Karkemisch und Syrien, das sie bis an die Grenzen Ägyptens führte. Übersetzt wurde die Hieroglyphenschrift von Frederik Christiaan Woudhuizen, der sie als Beyköy 2 bezeichnete.
Die Forschung, mit Ausnahme der Hypothesen um Eberhard Zangger und Frederik Christiaan Woudhuizen, ist sich sicher, dass es sich bei den veröffentlichten Zeichnungen um eine Fälschung James Mellaarts handelt. Der Fälscher ist der Grammatik des Luwischen zwar einigermaßen mächtig, jedoch waren seine Kenntnisse der Schrift mangelhaft. In der Inschrift werden Zeichen, die sich paläographisch unterschiedlichen Epochen zuweisen lassen, nebeneinander verwendet. Worte sind teilweise mitten in einer Kolumne oder gar am Ende einer Kolumne begonnen und dann über die Kolumne hinweg getrennt. Solche Schreibungen kommen im Hieroglyphenluwischen schlicht nicht vor. Dazu weist die Inschrift Ligaturen auf, die so nicht existieren.
Die relative Datierung der Fälschung ist nicht leicht. Zwar weist die Inschrift offensichtlich die alten Lesungen für die Zeichenpaare 𔓯/𔓱 und 𔖩/𔖪, die seit 1974 obsolet sind, jedoch wird Walmu im Text als König von Wiluša bezeichnet, was in der Hethitologie erst nach Entdeckung des Joins von KUB 19.55 und KUB 48.90 (Milawata-Brief) im Jahre 1981 bekannt war. Gewisse Passagen deuten gar darauf hin, dass der Fälscher auch die Bronzetafel (Bo 86/299) kannte, die erst 1988 veröffentlicht wurde.
Zangger selbst sagte zu Live Science, dass er erst dann von der Echtheit der Hieroglyphen überzeugt ist, wenn weitere Kopien dieser Inschrift auch unabhängig von Mellaarts Nachlass gefunden werden, aber er sagte The Times of Israel, dass es zu lang, kompliziert und grammatisch korrekt sei, um von jemandem gefälscht worden zu sein. Mellaart selbst behauptete, weder Keilschrift noch luwische Hieroglyphen lesen zu können. Es gibt nur etwa 20 Personen, die die Luwische Schrift lesen können, was eine Fälschung erschwert. Live Science kontaktierte viele Wissenschaftler, die nicht mit der Forschung verbunden waren, und einige äußerten Bedenken, dass die Inschrift ein Schwindel sein könnte. Einige haben Mellaart beschuldigt, absichtlich eine moderne Fälschung verbreitet zu haben, und da keine physischen Aufzeichnungen der Inschrift gefunden wurden, kann man nicht wissen, ob irgendeine dieser Schriften authentisch ist.
Zweifel an der Authentizität der Inschrift sind angebracht. In einem 2018 erschienenen Artikel von Live Science spricht Zangger von einer „Fälscher-Werkstatt“, in welcher Mellaart Fälschung nach Fälschung produziert habe. Obwohl er persönlich nicht sicher ist, dass Beyköy 2 komplett erfunden ist, haben Dokumente in Mellaarts Appartement gezeigt, er beherrschte die Luwische Schrift und konnte eine Fälschung herstellen, wohingegen Mellaart immer behauptet hatte, der Schrift nicht mächtig zu sein.
Auch andere Wissenschaftler äußerten sich kritisch, wie etwa die Hethitologen Annick Payne und Max Gander vom Institut für Archäologische Wissenschaften der Universität Bern in einem Spiegel-Artikel, in Bezugnahme auf die Zeichnungen Mellaarts, die als alleinige Quelle dienten, und Zanggers Arbeitsweise. Beides würde „einer historisch-kritischen Überprüfung schlicht nicht stand(halten)“.

## Einfluss und Verbindungen italischer Ethnien mit mykenischen Stadtstaaten, Ökonomie und Kriegstechnik
Die Bronzezeit war die Epoche der Gründung der ersten Städte und Staatsbildung sowie der Entstehung größerer Reiche oder Dynastien unter einer zentralen Herrschaft. Die landwirtschaftliche Produktion diente nun nicht mehr nur dem Eigenbedarf (Surplus), sondern stand auch mit ihren Produkten für die Ernährung jener Menschen zur Verfügung, die in handwerklichen Tätigkeiten beschäftigt waren oder für die Metallgewinnung und dem Warentransfer tätig wurden oder aber diese gesellschaftlichen Bereiche militärisch schützten (Soziale Differenzierung). Die sich ausdifferenzierenden führenden Eliten führten von diesen abhängige Gemeinschaften. Die Herrscher sicherten auch die eigenen Machtansprüche durch militärische Gewalt. In der späten Bronzezeit wurde neben der Administration in den Reichen und Herrschaftsgebieten, der Politik, den Handelsbeziehungen und den Religionen auch die organisierte Kriegsführung zu dem fundamentalen Faktor, der sämtliche Gesellschaften prägte. Unter dem Einsatz von Waffengewalt trugen die Truppen eines Herrschaftsgebietes organisierte Konflikte aus, mit dem Ziel die (konkurrierenden) Interessen eines der beteiligten Kollektive durchzusetzen.
Nach Mull (2017) wurde die Entdeckung der Kupfer-Zinn-Legierungen – sie löste die zunächst gebräuchliche Arsenbronze ab – zu einem entscheidenden Schritt der kulturellen Weiterentwicklung. Durch die wachsende Nachfrage stand, vor allem im östlichen Mittelmeerraum, für die Beschaffung der erforderlichen Rohstoffe, deren Verarbeitung und die Verteilung bzw. Verwendung der hergestellten Gegenstände im Austausch mit anderen Gütern, der Aufbau von logistischen und organisatorischen Handelsketten im Vordergrund (Lieferkette). Hieraus entwickelten sich Wirtschaftszentren, in denen eine massenhafte Anhäufung von tauschwertvermittelnden Edelmetallen stattfand.
In der Waffentechnik waren neben dem Streitwagen, Kompositbogen, und der Streitaxt zum Schutz noch Helme, Schilde und Körperrüstungen vorhanden. Bronzene Schuppenpanzer trugen wahrscheinlich nur Eliteeinheiten, wie die Streitwagenabteilungen.

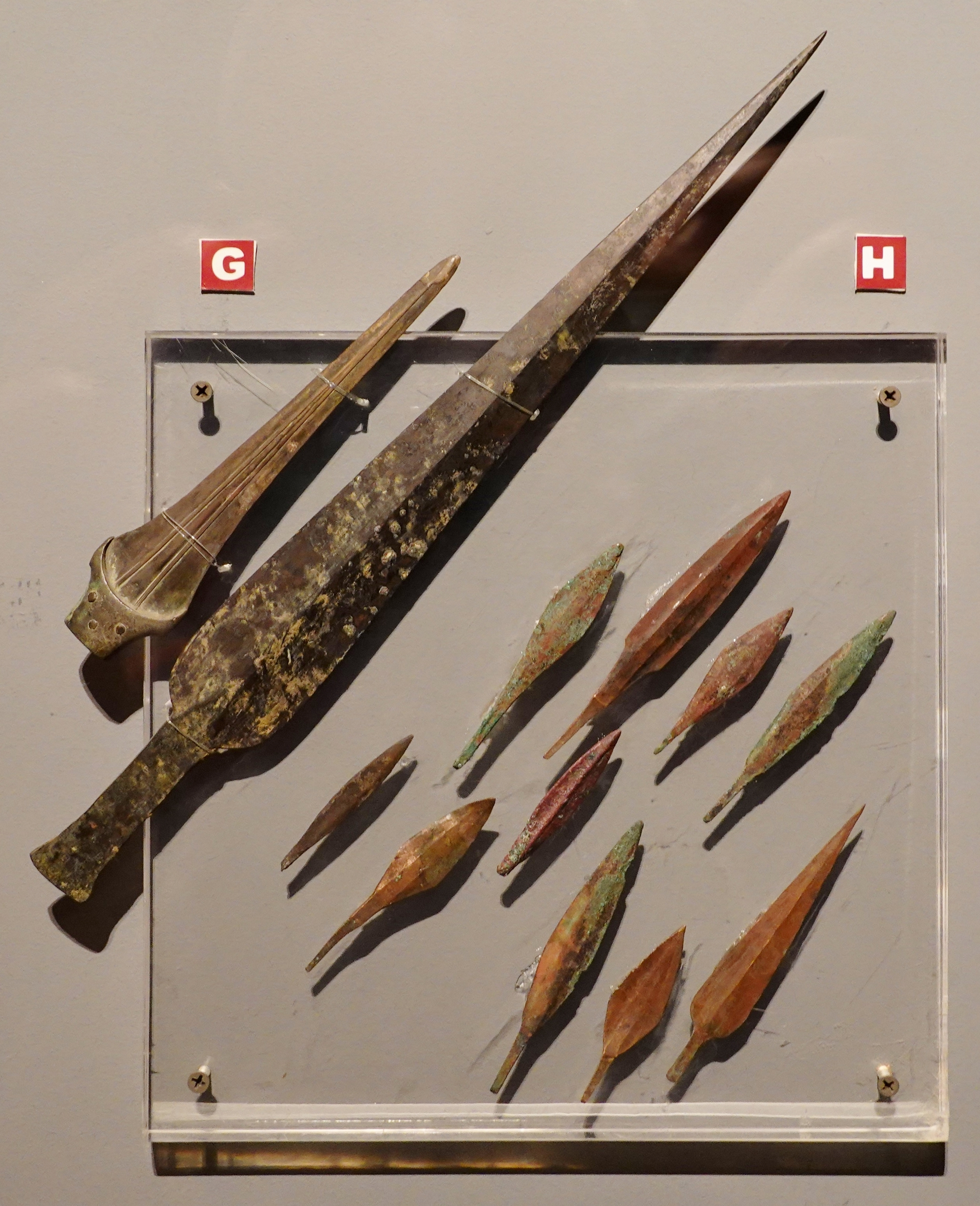
Bronzene Dolchklingen und Pfeilspitzen des Neuen Reiches

Die bevorzugten Nahkampfwaffen waren Dolch und Beil. Die typische Bewaffnung bestand aus Vorformen des Streitkolbens und dem Schwert, etwa dem ägyptischen Chepesch-Schwert. Als Fernwaffen kamen Speer, Schleuder und eben Pfeil und Bogen zum Einsatz. Auch Streitkolben wurden häufig geworfen. Eine weitere wichtige militärische Neuerung, ursprünglich durch mesopotamische Armeen der Bronzezeit, war die Einführung der Sockelaxt. Ihre Verbesserung hatte enorme Auswirkungen auf die kriegerischen Auseinandersetzungen auf dem Schlachtfeld. Bei früheren Äxten war die Verbindung des Axtkopfes mit dem Griff unzuverlässig, insbesondere dann, wenn im Kampf die Axt mit beträchtlicher Kraft gehandhabt wurde.
Nach neueren Forschungen der Archäologen Jung und Mehofer standen Gruppen in der Ägäis auch mit dem Apennin in engem Kontakt. Darauf weisen Ergebnisse archäometallurgischer Untersuchungen an spätbronzezeitlichen Schwertern und Fibeln hin. Die charakteristischen Hiebschwerter vom Typ Naue II wurden demnach in Italien hergestellt und verbreiteten sich von dort über die Ägäis in den östlichen Mittelmeerraum. Die typisch italischen Violinbogenfibeln wurden dagegen lokal in der Ägäis und der Levante hergestellt und wurden wohl von Auswanderern getragen, die zu Seevölkergruppen gehörten. Verschiedene Auswanderungswellen bildeten dann in einem Dominoeffekt den Seevölkersturm.
Mehofer und Jung (2013) sehen in ihren Untersuchungen eine Allianz zwischen italischen Ethnien und den zerfallenden mykenischen Stadtstaaten. Um 1200 v. Chr. kollabierte die mykenische Palastkultur. Sie zerfiel in Stadtstaaten. Diese orientierten sich unter anderem an italischen Ethnien, die eine fortschrittliche Kriegstechnik entwickelt hatten. Mehofer und Jungs Neuwertung der bronzezeitlichen Funde aus Griechenland, Zypern, der Levante und Ägypten zeigen, dass etwa die Waffen nicht aus den jeweiligen Regionen stammen, sondern der Urnenfelderkultur Mitteleuropas (etwa 1300–800 v. Chr.) zuzurechnen seien. So zeige sich seit dem 13. Jahrhundert v. Chr. ein nachweisbarer Funktionswandel von den reinen Stich- zu den Hiebschwertern. So waren die in Mitteleuropa und Italien produzierten Griffzungenschwerter des Typs Naue II effektivere Waffen. Derartige Waffen verwendeten auch die Seevölker. Im östlichen Mittelmeer wurde bis ins 13. Jahrhundert v. Chr. hauptsächlich mit Stichschwertern gekämpft, die funktionell dem neuzeitlichen Rapier oder Degen ähnelten. Die Kriegswerkzeuge des Typs Naue II hingegen konnten sowohl als Hieb- wie auch als Stichwaffen verwendet werden. Solche Waffensysteme waren den griechischen, levantinischen und ägyptischen Waffen überlegen, was zum militärischen Erfolg der Seevölker beitrug.
Ab der 26. Dynastie wurden in Ägypten (Militärwesen im Alten Ägypten) lange Speere und Lanzen eingeführt, die sich dann zur Hauptwaffe herausbildeten. Viele Soldaten führten zwei Speere mit sich, wobei der erste geworfen und der zweite für den Nahkampf aufgehoben wurde.
Für die verschiedenen kämpfenden Soldaten, die sich an den „Seevölkerstürmen“ beteiligten, weisen vor allem ägyptische Abbildungen oft besondere Kopfbedeckungen oder Helmformen auf, so zeigen die Kämpfer häufig Bürstenhelme oder Helme mit hornartigen Ausziehungen. Mehofer und Jung (2013) sehen in der Verwendung verbesserter Bronzeschwerter durch die Seevölker eine militärische Überlegenheit in den gewalttätigen, kriegerischen Auseinandersetzungen. In dem Maße, in denen sich die Schwerter von funktionell reinen kurzen Stoß- zu langen Hieb- und Stoßwaffen entwickelten wurden, etwa durch eine suffizientere Verbindung von Griff und Klinge (Griffzungenschwerter) oder einer effektiveren Bronzeverarbeitung, passten die Krieger auch ihre Kampftechnik an. Deshalb kamen in der späten Bronzezeit so genannten Defensivwaffen wie Schilden, Beinschienen, Brustpanzern und Helmen eine größere Bedeutung zu. Ein Wechsel der Kriegsführungstechnik bewirkte die Umbrüche. Vor den Krisenjahren trug man die militärischen Konflikte mit einem zentralen Streitwagenbataillon aus, nachher lag das Schwergewicht auf mobilen Infanterieeinheiten.

## „Seevölkersturm“, ein multifaktorielles Geschehen am Ende der Bronzezeit im östlichen Mittelmeer
In der späten Bronzezeit kam es bedingt durch die spezifische lokale Plattentektonik zu gehäuften Erdbeben, die zeitversetzt über Hunderte von Kilometern die zentralen Handelssiedlungen zerstörten und damit Warenströme in und nach Ägypten, Syrien und Griechenland unterbrachen. Gleichzeitig traten umherziehende Seevölker in Erscheinung, die die Küstenstädte im östlichen Mittelmeer angriffen.
Nach Cline (2014), Bell (2006) oder schon Renfrew (1979) und anderen sind die Wirkungen der Seevölker als Teil eines komplexen Geschehens zu deuten, das den Übergang der späten Bronzezeit in die frühe Eisenzeit markiert („Dunkles Jahrhundert“) und das in einer Kombination von Naturkatastrophen, wie Erdbeben bzw. Erdbebensturm, Hekla-Eruption, Dürreperioden durch klimatische Veränderungen, Migration und Störung von Handelswegen der spätbronzezeitlichen Kulturen und Invasionen zu einem Systemkollaps in den verschiedenen Kulturen, etwa der Mykener, Minoer, Hethiter, Ägypter, Kanaaniter, Zyprer, Assyrer, Mittani, Kassiten usw. führte.
Die folgenden Zeitangaben sind ungefähre, genaueres in den einzelnen Artikeln. Es folgte im Anschluss an die Bronzezeit die Eisenzeit.
Die Untersuchungen von Nur und Cline (2000) führten auf, dass circa fünfzig Jahre zwischen etwa 1230 und 1170 v. Chr. genügten, um die Regionen im östlichen Mittelmeer politisch, administrativ und wirtschaftlich zu destabilisieren. Mehrere Erdbeben in Folge („Erdbebensturm“) erschütterten die Ägäis und das östliche Mittelmeer. Drei tektonische Platten treffen in der Region aufeinander: die eurasische, die afrikanische und die arabische. Entlang der Risse kam es zu Erdstößen.

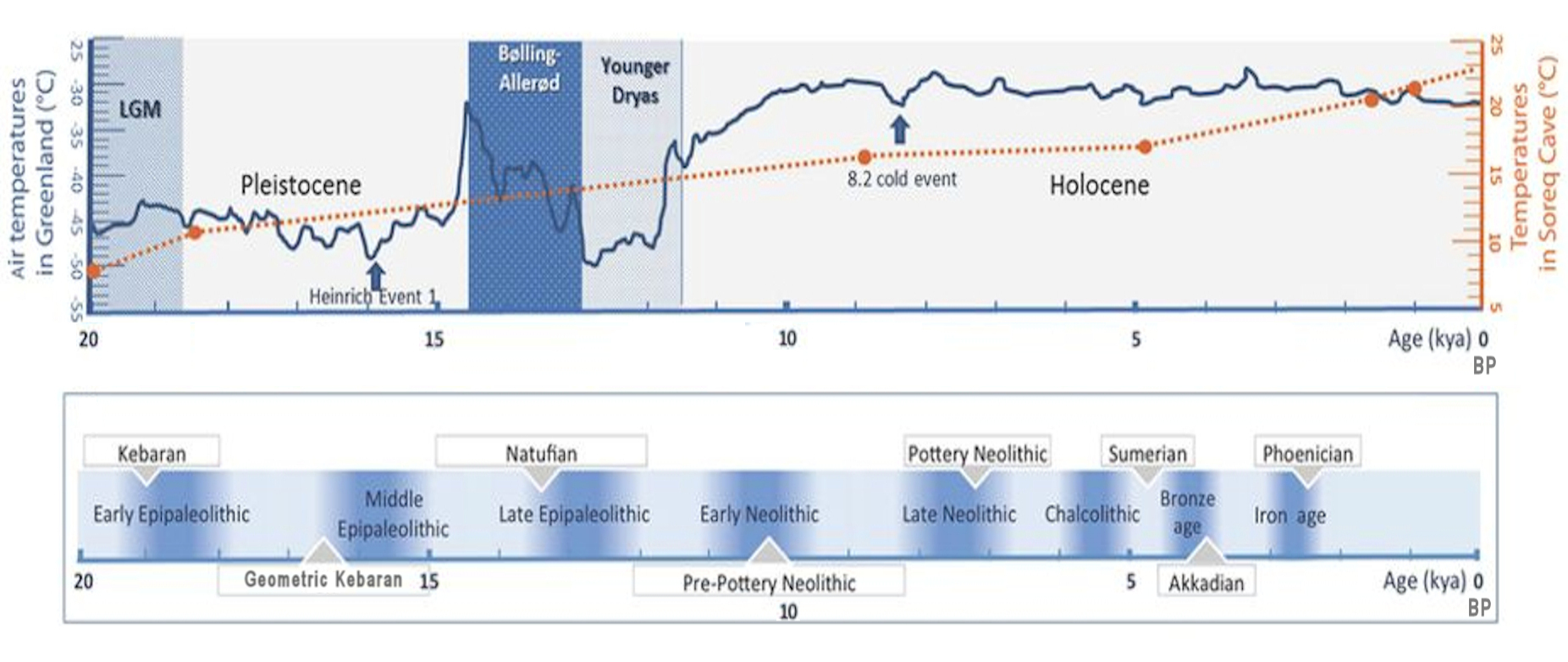
Klima und postglaziale Expansion im Nahen Osten (in BP[106]).
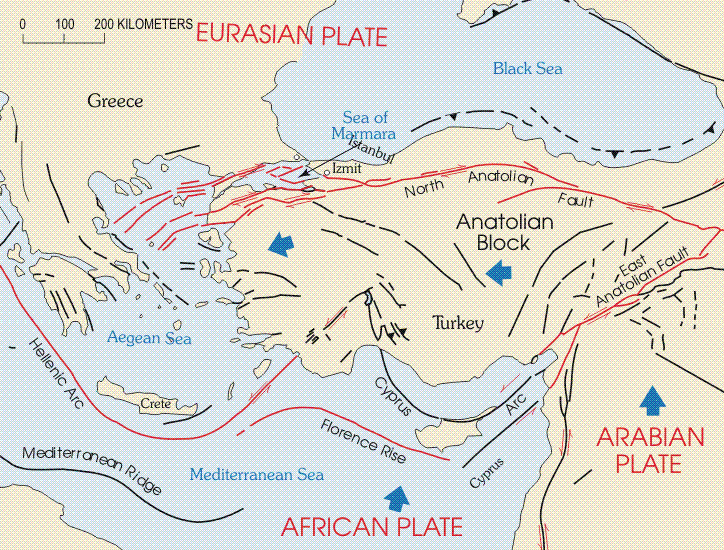
Die tektonische Karte des östlichen Mittelmeeres. Die nordanatolische Verwerfung, die ostanatolische Verwerfung sowie die Gräben von Hellenic und Florence. Die Bewegung des anatolischen Blocks nach Westen ergibt sich aus (1) Unterschieden in der Bewegungsgeschwindigkeit zwischen der arabischen und der afrikanischen Platte, (2) unterschiedlichen Bewegungsrichtungen zwischen dem anatolischen Block und der eurasischen Platte im Norden und (3) der Subduktion der afrikanischen Platte unter dem anatolischen Block an den Gräben von Hellenic und Florence. Die arabische Platte bewegt sich schneller nach Norden als die afrikanische Platte, beide relativ zu einer stabilen eurasischen Platte.

Einer Hypothese, die ausschließlich auf der Annahme eines „Erdbebensturms“ ruht, wurde durch die Arbeiten um Klaus-Günter Hinzen und Joseph Maran widersprochen. So konnten sie in den bronzezeitlichen Städten Tiryns und Midea keine Belege für ein solches Naturereignis vorfinden.

## Konkordanzen der Herrscher im östlichen Mittelmeer
Im westlichen Teil Vorderasiens werden der Frühbronzezeit unter anderem die Phasen Troja I und II zugeordnet, etwa 3000–2200 v. Chr. Alle Angaben weisen wegen der verschiedenen Chronologien Unsicherheiten bezüglich der Zeitangaben auf. Unklar und in der Forschung sehr strittig ist zum Beispiel, ob Tutanchamuns Tod noch in die Regierungszeit Šuppiluliumas I. fällt (s. dazu auch den Artikel Daḫamunzu-Affäre). Die Fixierung des Regierungsantritts Muršilis II. erfolgt oft durch die Erwähnung eines Omens, das ihm im 10. Regierungsjahr erschien und meist als Sonnenfinsternis interpretiert wird. Es ist allerdings strittig, welche der für den Zeitraum über Nordanatolien zu beobachteten Sonnenfinsternisse gemeint ist (s. dazu Sonnenfinsternis des Muršilis). In neueren Publikationen wird meist die Sonnenfinsternis von 1312 v. Chr. angenommen und somit sein Herrschaftsbeginn auf 1322/21 v. Chr. datiert, was aber nicht sicher ist.
| Kreta                   | Zypern            | Griechisches Festland  | Ägypten                                                                           | ungefährer Zeitrahmen                                    | entspricht der Periode                          |
| ----------------------- | ----------------- | ---------------------- | --------------------------------------------------------------------------------- | -------------------------------------------------------- | ----------------------------------------------- |
| MM I B, Altpalastzeit   | MC I BŠattuara I. | MH I                   | Amenemhet II. bis Nofrusobek (12. Dynastie)                                       | Mittleres Reich ca. 2137–1781 v. Chr.                    | Frühe Bronzezeit (ca. 3100 bis 2000 v. Chr.)    |
| MM II, Altpalastzeit    | MC II             | MH II                  | Wegaf / Sobekhotep I. bis Jaib (13. Dynastie)                                     | Zweite Zwischenzeit ca. 1648–1550 v. Chr.                | Mittlere Bronzezeit (ca. 2000 bis 1550 v. Chr.) |
| MM III A, Altpalastzeit | MC III A          | MH II                  | Aja I. bis Hori (13. Dynastie)                                                    | 1669 bis um 1656 v. Chr. bzw. 1647 v. Chr.               | Mittlere Bronzezeit                             |
| MM III B, Neupalastzeit | MC III B          | MH III (Schachtgräber) | Zweite Zwischenzeit                                                               | 1648 bis 1550 v. Chr.                                    | Übergang Mittlere zur Späten Bronzezeit         |
| SM I A, Neupalastzeit   | LC I A            | SH I                   | Ahmose I. bis Thutmosis II. (18. Dynastie)                                        | Neues Reich ca. 1550–1070 v. Chr.                        | Späte Bronzezeit (ca. 1550 bis 1200 v. Chr.)    |
| SM I B, Neupalastzeit   | LC I B            | SH II A                | Hatschepsut, Thutmosis III. (18. Dynastie)                                        | 1479 bis 1458 v. Chr. bzw. 1479 v. Chr. bis 1425 v. Chr. | Späte Bronzezeit                                |
| SM II                   | LC II             | SH II B                | Amenophis II., Thutmosis IV. (18. Dynastie)                                       | 1428 bis 1397 v. Chr. bzw. 1397 bis 1388 v. Chr.         | Späte Bronzezeit                                |
| SM III A1               | LC III            | SH III A1              | Amenophis III. (18. Dynastie)                                                     | 1388 bis um 1351 v. Chr.                                 | Späte Bronzezeit                                |
| SM III A2               | LC III            | SH III A2              | Echnaton bis Tutanchamun / Eje II. (18. Dynastie) (Amarna-Zeit 1343–1331 v. Chr.) | ca. 1351–1334 v. Chr. bzw. 1332 bis 1323 v. Chr.         | Späte Bronzezeit                                |

| Ägypten                    | Hethiter                    | Mittani                | Babylon                       | Assyrien                     | Kassiten                             |
| -------------------------- | --------------------------- | ---------------------- | ----------------------------- | ---------------------------- | ------------------------------------ |
| Amenophis III. (1388–1351) | Arnuwanda I. (1400–1375)    | Tušratta (1380–1350)   | Kadašman-Enlil I. (1374–1360) | Eriba-Adad I. (1391–1366)    | Burna-buriaš II. (1359–1335)         |
| Echnaton (1351–1337)       | Tudḫaliya II. (1375–1355)   | Šattiwazza (1350–1320) | Burna-buriaš II. (1360–1333)  | Aššur-uballiṭ I. (1365–1330) | Kara-Hardaš (1333) Nazi-Bugaš (1333) |
| Semenchkare (1337–1333)    | Šuppiluliuma I. (1355–1322) | Šattuara I.            | Kara-Hardaš (1333)            | Enlil-nirari (1329–1320)     | Kuri-galzu II. (1332–1308)           |
| Tutanchamun (1333–1323)    | Arnuwanda II. (1322–1321)   | Wasashatta             | Nazi-Bugaš (1333)             | Ārik-dēn-ili (1315–1300)     | Nazi-Maruttaš (1307–1282)            |
| Eje II. (1323–1319)        | Muršili II. (1321–1295)     | Šattuara II.           | Kuri-galzu II. (1333–1308)    | Adad-nirari I. (1307–1275)   | Kadašman-Turgu (1281–1264)           |

### Überblick
- Hakan Baykal: Stürmische Zeiten. In: epoc. Januar 2010, S. 36–47 (auf spektrum.de)
- Eric H. Cline, David O’Connor: The mystery of the 'sea peoples'. In: David O’Connor, Stephen Quirke: Mysterious Lands (= Encounters with ancient Egypt.). UCL Press, London 2003, ISBN 1-84472-004-7.
- Eric H. Cline: 1177 v. Chr. Der erste Untergang der Zivilisation. Theiss, Darmstadt 2015, ISBN 978-3-8062-3195-3.
- Dirk Husemann: Das große Beben. In: Bild der Wissenschaft. Nr. 12/ 2014. Konradin, Leinfelden-Echterdingen Dezember 2014, S. 58–65.
- Gustav Adolf Lehmann: Umbrüche und Zäsuren im östlichen Mittelmeerraum und Vorderasien zur Zeit der „Seevölker“-Invasionen um und nach 1200 v. Chr. Neue Quellenzeugnisse und Befunde. In: Historische Zeitschrift. Nr. 262, 1996, S. 1–38.
- Jakob Krall: Tyros und Sidon. In: Studien zur Geschichte des Alten Ägypten. Tempsky, Wien 1888, Kapitel III: Die Seevölker, S. 24–36 (Digitalisat [abgerufen am 7. September 2015]).
- Eliezer D. Oren: The sea peoples and their world: a reassessment. (= University Museum monograph. Band 108/ University Museum symposium series. Band 11). University Museum, Philadelphia 2000, ISBN 0-924171-81-2.
- Nancy Sandars: The sea peoples: warriors of the ancient Mediterranean 1250–1150 B.C. (= Ancient Peoples and Places.). Thames & Hudson, London 1978, 1985, 1987, ISBN 0-500-27387-1.
- Itamar Singer: The Calm Before The Storm. Society of Biblical Literature, Atlanta 2011, ISBN 978-1-58983-559-7 (Volltext als PDF).
- August Strobel: Der spätbronzezeitliche Seevölkersturm: Forschungsüberblick mit Folgerungen zur bibl. Exodusthematik. De Gruyter, Berlin / New York 1976, ISBN 3-11-006761-7.
- Dieter Vieweger: Geschichte der biblischen Welt. Band 1: Paläolithikum bis Bronzezeit. / Band II:  Eisenzeit. Gütersloher Verlag, Gütersloh 2019, ISBN 978-3-579-01479-1.

### Zum Seevölkersturm unter Ramses III.
- Sabine Albers: Der Seevölkersturm. In: Kemet. Heft 4: Ramses III. 2005, ISSN 0943-5972, S. 32–34.
- Robert Drews: Medinet Habu: Oxcarts, Ships and Migration Theories. In: Journal of Near Eastern Studies. Band 59, Nr. 3, 2000.
- Wolfgang Helck: Nochmals zu Ramses III. Seevölkerkrieg. In: Studien zur Altägyptischen Kultur. (SAK) Band 14, 1987, S. 129–145.
- Eileen Hirsch: Ramses III. und sein Verhältnis zur Levante. In: Ägypten und Altes Testament. (ÄUAT) Band 36, Nr. 3, Wiesbaden 2003.
- Marcus Müller: Die Schlacht gegen die Seevölker unter Ramses III. In: Kemet. Heft 4: Krieg und Frieden. 2009, ISSN 0943-5972, S. 38–42.
- Heike Sternberg-el Hotabi: Der Kampf der Seevölker gegen Pharao Ramses III. (= Archäologie, Inschriften und Denkmäler Altägyptens. Band 2). Leidorf, Rahden (Westfalen) 2012, ISBN 978-3-86757-532-4.
- Werner Widmer: Zur Darstellung der Seevölker am Großen Tempel von Medinet Habu. In: Zeitschrift für Ägyptische Sprache und Altertumskunde. (ZÄS) Band 102, 1975, S. 67–77.

### Weitere Detailfragen
- Shirly Ben-Dor Evian: „They were thr on land, others at sea …“ The Etymology of the Egyptian Term for „Sea-Peoples“. In: Michael Langlois (Hrsg.): Semitica 57. Peeters, Löwen 2015, S. 57–75 (Digitalisat [abgerufen am 26. November 2015]).
- Manfred Bietak: Zur Landnahme Palästinas durch die Seevölker und zum Ende der ägyptischen Provinz Kana’an. In: Mitteilungen des Deutschen Archäologischen Instituts, Abteilung Kairo. (MDAIK) Band 47 (FS Kaiser), 1991, S. 35–50.
- Manfred Dietrich, Oswald Loretz: Der Untergang am 21.1.1192 v. Chr. von Ugarit? Der astronomisch-hepatoskopische Bericht KTU 1.78 (= RS 12.061). (= Ugarit Forschungen. Band 34/ Internationales Jahrbuch für Altertumskunde Syrien-Palästinas. 2002). Ugarit-Verlag, Münster 2003, ISBN 3-934628-33-8, S. 53 ff.
- Robert Drews: The End of the Bronze Age: Changes in Warfare and the Catastrophe ca. 1200 B.C. Princeton University Press, Princeton 1993, ISBN 0-691-04811-8.
- Trude Dothan, Mosche Dothan: Die Philister, Zivilisation und Kultur eines Seevolkes. Diederichs, München 1995, ISBN 3-424-01233-5.
- Wolfgang Helck: Die Beziehungen Ägyptens und Vorderasiens zur Ägäis bis ins 7. Jahrhundert v. Chr. Harrassowitz, Wiesbaden 1962. (auch: Wissenschaftliche Buchgesellschaft, Darmstadt 1979, 1995, ISBN 3-534-12904-0)
- Gustav Adolf Lehmann: Die ‚politisch-historischen‘ Beziehungen der Agäis-Welt des 15.–13. Jh.s. v. Chr. zu Vorderasien und Ägypten: einige Hinweise. In: Joachim Latacz (Hrsg.): Zweihundert Jahre Homerforschung. (= Colloquium Rauricum. Band 2). Teubner, Stuttgart 1991, ISBN 3-519-07412-5, S. 105–126.
- Abraham Malamat: The Egyptian decline in Canaan and the Sea-Peoples. Massadah, Tel-Aviv 1971.
- Colleen Manassa: The Great Karnak Inscription of Merenptah: Grand Strategy in the 13th Century BC. (= Yale Egyptological Studies. Band 5). Yale Egyptological Seminar, Department of Near Estern Languages and Civilizations, The Graduate School, Yale University, New Haven 2003, ISBN 0-9740025-0-X.
- Othniel Margalith: The sea peoples in the Bible. Harrassowitz, Wiesbaden 1994, ISBN 3-447-03516-1.
- Wolf-Dietrich Niemeier: The Mycenaeans in Western Anatolia and the Problem of the Origins of the Sea Peoples. In: S. Gitin, A. Mazar, E. Stern (Hrsg.): Mediterranean Peoples in Transition. Thirteenth to Early Tenth Centuries BCE. Israel Exploration Society, Jerusalem 1998, ISBN 965-221-036-6, S. 17–65.
- Edward Noort: Die Seevölker in Palästina. (= Palaestina antiqua. Neue Serie, Band 8). Kok Pharos, Kampen 1994, ISBN 90-390-0012-3.
- Anthony John Spalinger: War in ancient Egypt: the New Kingdom (= Ancient world at war). Blackwell, Oxford 2005, ISBN 1-4051-1372-3.
- Michael Sommer: Der Untergang des hethitischen Reiches: Anatolien und der östliche Mittelmeerraum um 1200 v. Chr. Saeculum, Karl Alber, Freiburg/ München, 52. JAHRGANG 2001, II. Halbband, ISBN 3-495-45567-1 (Volltext als PDF).
- Karl Jansen-Winkeln: Ägyptische Geschichte im Zeitalter der Wanderungen von Seevölkern und Libyern. In: E. A. Braun-Holziger, H. Matthäus (Hrsg.): Die nahöstlichen Kulturen und Griechenland an der Wende vom 2. zum 1. Jahrtausend v. Chr. Bibliopolis, Möhnesee, ISBN 978-3-933925-27-5, S. 123–141 (online).
- Frederik Christiaan Woudhuizen: The Ethnicity of the Sea Peoples. Dissertation, Erasmus-Universität, Rotterdam 2006.
- Eberhard Zangger: Ein neuer Kampf um Troia – Archäologie in der Krise. Droemer Knaur, München 1994, ISBN 3-426-26682-2 (Volltext als PDF; 4 MB).

## Dokumentationen
- Matthias Hennies: Rätsel um die Bronzezeit. Warum Troja und andere Städte brannten. SWR2 Wissen, Südwestrundfunk – Sendung vom 25. Oktober 2017; Manuskript der Sendung: Volltext als PDF.
- Apokalypse in der Bronzezeit – das Ende der ersten Hochkulturen. ZDF-History vom 30. Oktober 2017 45 Minuten (permanent abrufbar Auf: youtube.com).
- Der Riese Goliath – auf den Spuren der Seevölker. aus der Reihe Terra X, TV-Dokumentation von Friedrich Klütsch, 2007 (permanent abrufbar Auf: youtube.com)
- Ancient Apocalypse: Das Geheimnis der Seevölker. (Ancient Apocalypse – The Mystery Of The Sea People.) TV-Dokumentation von Kim Lask, D/ GB, ZDF Enterprises, ZDFinfo 2021.